# جاك هالوران
جاك هالوران (بالإنجليزية: Jack Halloran)‏ هو ملحن أمريكي، ولد في 10 يناير 1916 في روك رابيدز في الولايات المتحدة، وتوفي في 24 يناير 1997.

## وصلات خارجية
- جاك هالوران على موقع IMDb (الإنجليزية)
- جاك هالوران على موقع ميوزك برينز (الإنجليزية)
- جاك هالوران على موقع أول ميوزيك (الإنجليزية)
- جاك هالوران على موقع ديسكوغز (الإنجليزية)